# Centenier

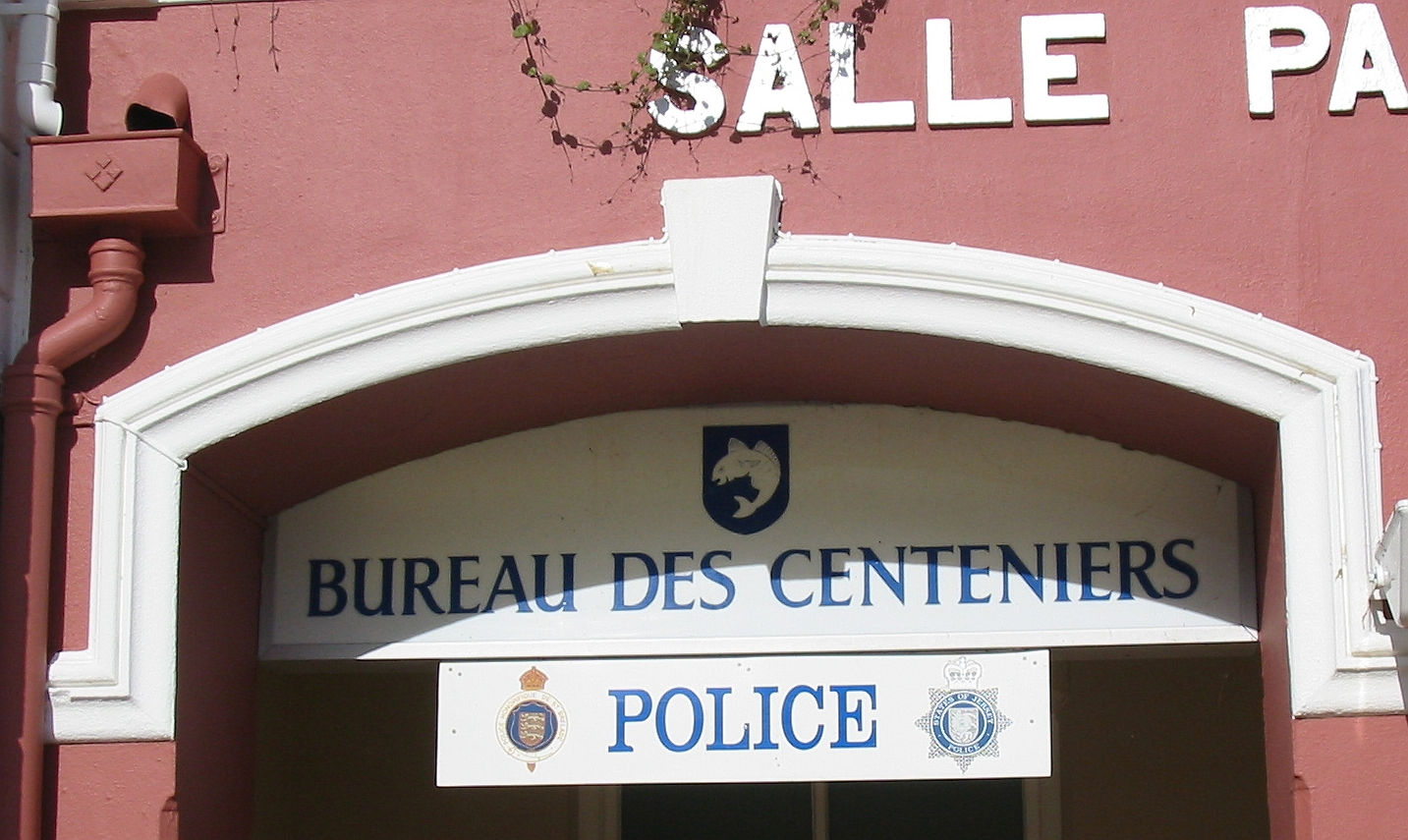
Bureau des Centeniers, Saint-Brélade

« Centenier » est un nom qui a été attribué à plusieurs charges administratives et en usage dans les îles Anglo-Normandes.

## Histoire

### Îles Anglo-Normandes
Le centenier est une fonction élective du bailliage de Jersey. Les centeniers sont élus lors d'une élection publique dans leur paroisse. En plus du maintien de l’ordre, le centenier reste le seul officier autorisé à Jersey à inculper et soumettre les contrevenants à caution. Le centenier préside aux suivis des enquêtes de la paroisse et sert de procureur devant la Cour du Magistrat de Jersey.

### Empire romain
C'était le nom précédemment attribué aux centurions : "centuriones qui nunc centenarii dicuntur" (Végèce, fin du IVe siècle, cité dans le Gaffiot). Les princes byzantins les appelèrent les centarques.

### Empire carolingien
Dans l'Empire carolingien, les centeniers sont les adjoints du comte qui doivent rendre la justice dans des subdivisions du comté correspondant aux paroisses. Ils s'occupent des affaires les moins importantes.

### Armée de FrançoisIer
Sous François Ier, dans une légion, un centenier commande une centaine d'arquebusiers et piquiers. Titre et grade supprimés en 1558.

### XVIe–XVIIIesiècle
Les centeniers ne deviennent plus que des officiers de police subordonnés aux consuls, aux prévôts et aux maires.

### 1792
On donna cette année-là le nom de centeniers à une levée extraordinaires de soldats formés en compagnie de cent hommes.

### Premier Empire
C'est le nom que portent les chefs de compagnies d'infirmiers sous l'Empire.